# Androctonus maroccanus
Espèce
Androctonus maroccanus est une espèce de scorpions de la famille des Buthidae.

## Distribution

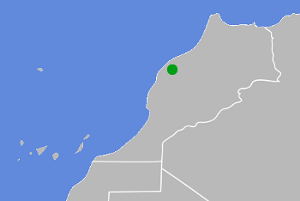
Distribution

Cette espèce est endémique de la région de Casablanca-Settat au Maroc. Elle se rencontre dans la province d'El Jadida vers Sidi Smaïl.

## Description
Le mâle holotype mesure 70,8 mm et la femelle paratype 68,9 mm.

## Étymologie
Son nom d'espèce lui a été donné en référence au lieu de sa découverte, le Maroc.

## Publication originale
- Lourenço, Ythier & Leguin, 2009 : « A new species of Androctonus Ehrenberg, 1828 from Morocco (Scorpiones: Buthidae). » Euscorpius, no 89, p. 1-8 (texte intégral).